# Anders Sjögren (friidrottare)
Anders Göte Sjögren, född 15 juli 1920 i Steninge, Hallands län, död 24 juli 1997 i Djursholm, Danderyds församling, Stockholms län, var en svensk kortdistanslöpare. 
Sjögren vann SM på 400 m 1944 och 1945. Han tävlade för IK Mode. Sjögren är gravsatt i minneslunden på Danderyds kyrkogård.